# Лайстнер, Макс Людвиг Вольфрам
Макс Людвиг Вольфрам Лайстнер (Max Ludwig Wolfram Laistner; 10.10.1890, Лондон — 10.12.1959, Итака, Нью-Йорк) — британо-американский историк, антиковед и медиевист. Доктор словесности (1944), профессор Корнелла. Наиболее известная работа — «Thought and Letters in Western Europe, A.D. 500—900» (1931).
Окончил Кембридж (бакалавр искусств, 1912), там же в 1920 году получил степень магистра искусств.
В 1913-1914 годах учился в Британской школе в Афинах.
Затем в 1914 году работал преподавателем классики в Бирмингемском униветситете.
В 1915-1916 годах преподавал в Королевском университете в Белфасте.
В 1919-1921 годах преподавал в Манчестерском университете, в 1921-1925 годах — в Лондонском университете.
Затем в США: в 1925-1940 годах профессор античной истории Корнелла, в 1940-1958 годах именной профессор истории, преемник в этой должности Беккер, Карл Лотус.
В 1945-1946 годах Sather-профессор в Калифорнийском университете в Беркли.
С 1958 года в отставке.
Членкор Американской академии медиевистики (1935).
Научный интерес Лайстнера лежал в основном в области истории античности и раннего средневековья.
Труды
- Greek Economics (J.M. Dent & Sons, 1923)
- Thought and Letters in Western. Europe, A.D. 500 to 900 (Ithaca, NY: Cornell University Press, 1931)
- A History of the Greek World, from 479 to 323 B.C. (1957)